# Prix Ondas
Le prix Ondas (en espagnol : Premios Ondas littéralement « prix des ondes »), aussi connu sous le nom de Ondas Awards, est un prix donné depuis 1954 par Radio Barcelona, station de radio appartenant à Cadena SER. Il récompense les professionnels dans les champs de la radio, de la télévision, du cinéma et de la musique.

## Historique
Les prix Ondas naissent d'une idée de l'ancien directeur de Ràdio Barcelona (ca), Ramon Barbat i Miracle (ca) qui commande l'organisation d'un prix national pour les meilleurs scripts radiophoniques. Un an après, en 1954, ces récompenses deviennent les prix « Ondas », baptisés d'après la revue de radio et télévision de même nom que Ramon Barbat avait créé auparavant,.
Un prix international est introduit en 1956, puis un prix pour la télévision, en 1958. Les prix pour le cinéma et la musique arrivent en 1991 et 1997, respectivement. Depuis, les « Ondas » établissent plusieurs catégories de prix pour chaque discipline.

## Présentation
Parmi les lauréats de ce prix, on retrouve par exemple : 
- radio : l'émission Là-bas si j'y suis, La Fabrique de l'histoire, Julien Dunilac, etc. ;
- télévision : Alexandre Tarta, etc. ;
- cinéma :
- musique : U2, R.E.M., Eric Clapton, etc ;

## Lauréats 2019
En 2019, pour sa 66e édition, il eut 27 lauréats. 

### Prix Ondas de la radio internationale
- « Un temps de cochon », Radio Télévision Suisse Espace 2,  Suisse
- (Mention Spéciale du jury) « Rascasse, le vieux marin », ACSR (Atelier de création sonore radiophonique),  Belgique

### Prix Ondas de la télévision internationale
- « Švédi z osady », RTVS, Co-produit avec The Alliance of Women,  Slovaquie
- « Eden », ARTE France, ARTE Deutschland, SWR, ARD Degeto co-produit avec Lupa Film GmbH, Atlantique Productions, Port au Prince Film & Kulturproduktion GmbH, Nexus Factory et Umedia,  France

### Prix Ondas de la radio nationale
| Catégorie                      | Attribué à                                                     | Station    |
| ------------------------------ | -------------------------------------------------------------- | ---------- |
| Meilleure émission             | Hoy por hoy, de Pepa Bueno                                     | Cadena SER |
| Meilleur travail professionnel | Carlos Herrera                                                 | COPE       |
| Meilleure idée radiophonique   | Nadie sabe nada, de Andreu Buenafuente et Berto Romero         | Cadena SER |
| Meilleur programme spécial     | Más de uno. Especial día mundial de la radio, de Carlos Alsina | Onda cero  |
| Meilleur podcast               | Woodstock. 50 años del festival que cambió el mundo            | Rock FM    |

### Prix Ondas de la publicité nationale
| Catégorie                      | Attribué à    | Agence                                          |
| ------------------------------ | ------------- | ----------------------------------------------- |
| Meilleur campagne de publicité | Ruiditos      | Pingüino Torreblanca et El Corte Inglés Seguros |
| Meilleure agence de pub radio  | Sra. Rushmore |                                                 |

### Prix Ondas de la télévision nationale
| Catégorie                                  | Attribué à                                              | Chaîne          |
| ------------------------------------------ | ------------------------------------------------------- | --------------- |
| Meilleur programme d'entretien             | La resistencia                                          | #0 de Movistar+ |
| Meilleur programme d'entretien             | Salvados: Ultimátum a maduro et Francisco               | La sexta        |
| Meilleur présentateur                      | Carlos franganillo                                      | RTVE            |
| Meilleure présentatrice                    | Alejandra Andrade (ex aequo)                            | Cuatro          |
| Meilleure présentatrice                    | Paloma del Río (ex aequo)                               | RTVE            |
| Meilleure série                            | Hierro (ex aequo)                                       | Movistar+       |
| Meilleure série                            | Arde Madrid (ex aequo)                                  | Movistar+       |
| Meilleur interprète masculin               | Miguel Ángel Silvestre pour En el corredor de la muerte | Movistar+       |
| Meilleure interprète féminine              | Candela Peña pour Hierro                                | Movistar+       |
| Meilleure émission de télévision nationale | Tierra y mar                                            | Canal sur       |
| Meilleure émission de diffusion digitale   | Boca norte                                              | Playz et RTVE   |

### Prix Ondas de la musique
| Catégorie                                                 | Attribué à                        |
| --------------------------------------------------------- | --------------------------------- |
| Trajectoire                                               | Camilo Sesto                      |
| Meilleur spectacle musical, tournée ou concert de l’année | Sonorama Ribera (ex aequo)        |
| Meilleur spectacle musical, tournée ou concert de l’année | La mar de músicas (ex aequo)      |
| Meilleur spectacle musical, tournée ou concert de l’année | Concert music festival (ex aequo) |
| Meilleure communication musicale                          | Vanesa Martin                     |
| Phénomène musical de l'année                              | Rosalia                           |